# Pterolophia apicespinosa
Pterolophia apicespinosa là một loài bọ cánh cứng trong họ Cerambycidae.